# Фимаркон, Жак де Кассанье
Жак де Кассанье-Тийяде-Нарбон (фр. Jacques de Cassagnet-Tilladet-Narbonne; 15 марта 1659, Ажен — 15 марта 1730, Лектур), маркиз де Фимаркон — французский генерал.

## Биография
Второй сын Жан-Жака де Кассанье-де-Ломань-Нарбона (1628—1708), маркиза де Фимаркона, полковника Анжуйского полка, и Мари-Анжелики де Роклор, внук маршала Роклора.
Барон д'Ораде и де Сеш, сеньор де Румьё. Эстаффор, Коссан.
Пеовоначально носил титул графа де Стаффора. Служил волонтером в драгунском полку своего брата (позднее Марбёфа) в 1680 году, в следующем году стал там лейтенантом. В 1683-м сразился с шестью драгунами, пытавшимися дезертировать, и задержал троих; за эту акцию 9 мая получил под командование роту. В 1684 году был в лагере маркиза де Буфлера во Фландрии.
Майор (15.05.1688), участвовал в осадах и взятии Филиппсбурга, Мангейма и Франкенталя, в 1689-м служил в Германской армии маршала Лоржа, там же начал кампанию 1690 года, затем был переведен в Италию. Получил серьезное ранение в битве при Стаффарде. В 1691-м продолжил службу в Италии, в 1692-м был в Мозельской армии, откуда вместе с полком направился в Нидерланды. В битве при Стенкерке был опасно ранен, а его брат убит, после чего Жак унаследовал драгунский полк (9.08.1692) и принял титул маркиза де Фимаркона.
В 1693 году участвовал в осаде Юи, битве при Неервиндене и осаде Шарлеруа, в 1694—1695 годах служил во Фландрской армии, в 1696-м в Маасской, в 1697-м снова во Фландрской.
В 1701 году в составе Итальянской армии сражался в битвах при Карпи и Кьяри. Особенно отличился при обороне Кремоны 1 февраля 1702 и за это 9-го был произведен в бригадиры. Сражался под Луццарой и внес вклад во взятие этой крепости. В 1703 году служил в Лангедоке в войсках маршала Монревеля, разбил камизаров в бою при Наже 12 ноября, затем при Вержезе. В 1704-м там же в войсках маршала Виллара. Кампмаршал (26.10.1704), сложил командование полком.
Служил в Рейнской армии маршала Марсена (1705), в Каталонской армии маршала Тессе (1706), в Руссильонской армии герцога де Ноая (1707—1709), в Лангедоке под командованием герцога де Роклора (1710—1712).
1 апреля 1713 в Версале, после смерти маркиза де Шазерона, был назначен генеральным наместником губернаторства Руссильона и 21 июня зарегистрирован Советом Руссильона. Командовал в Руссильоне, Сердани и Конфлане до своей смерти. 7 сентября 1717 получил губернаторство в Вильфранше.
Генерал-лейтенант (8.03.1718), в следующем году, с началом войны Четверного альянса, служил в армии на испанской границе; приказал схватить в Аулоте двух капитанов микелетов, имевших задание поднять на войну горцев и захватить Кампредон.
3 июня 1724 был пожалован в рыцари орденов короля, 2 сентября 1725 вместо Вильфранша получил губернаторство в Монлуи.

## Семья
Жена (контракт 19.04.1705, брак 12.05
1705, Ним): Мадлен де Баши-д'Обе (3.08.1683—18.03.1733), дочь Луи де Баши, маркиза д'Обе, и Анн де Буассон
Дети:
- сын (р. и ум. 10.12.1708)
- Жанна-Анжелика-Маргерит (29.01.1706—5.08.1710)
- Дениза-Шарлотта (19.03.1707—30.06.1712)